# Верхнее Гаквари
Верхнее Гаквари (чамал. Ах Акве) — село в Цумадинском районе Дагестана Российской Федерации. Административный центр Верхнегакваринского сельсовета.

## Географическое положение
Село расположено на берегу реки Гаквари, на расстоянии 8 км к западу от села Агвали, административного центра района.

## Население
| 1926 | 1939 | 1970 | 1989 | 2002 | 2003 | 2004 |
| ---- | ---- | ---- | ---- | ---- | ---- | ---- |
| 191  | ↗274 | ↘255 | ↗369 | ↘348 | ↗411 | ↗415 |
| 2007 | 2010 | 2021 |      |      |      |      |
| ↘406 | ↘378 | ↗469 |      |      |      |      |

### Национальный состав
Верхнее Гаквари — одно из 22 чамалинских населённых пунктов в Цумадинском районе.